# 다섯째 손가락
《텔레시네마 프로젝트 Vol.6》는 2010년 2월 24일에 발매된 아이유의 두 번째 디지털 싱글이다. 수록곡은 〈다섯째 손가락〉이 있다.

## 개요
〈다섯째 손가락〉은 한일 프로젝트 TELECINEMA7 영화 '19-Nineteen'의 테마곡으로 쓰였다. 이 곡은 어쿠스틱 기타로 연주되어 아이유의 달콤한 목소리를 잘 느낄 수 있는 곡이다. 또한 가사를 개사하여 노홍철의 친한친구 로고송으로도 쓰였다.

## 트랙리스트
| #  | 제목                      | 작사   | 작곡   | 재생 시간 |
| -- | ------------------------- | ------ | ------ | --------- |
| 1. | 〈다섯째 손가락〉         | 최갑원 | 박수종 | 3:33      |
| 2. | 〈다섯째 손가락 (Inst.)〉 | 최갑원 | 박수종 | 3:33      |